# Zilverui

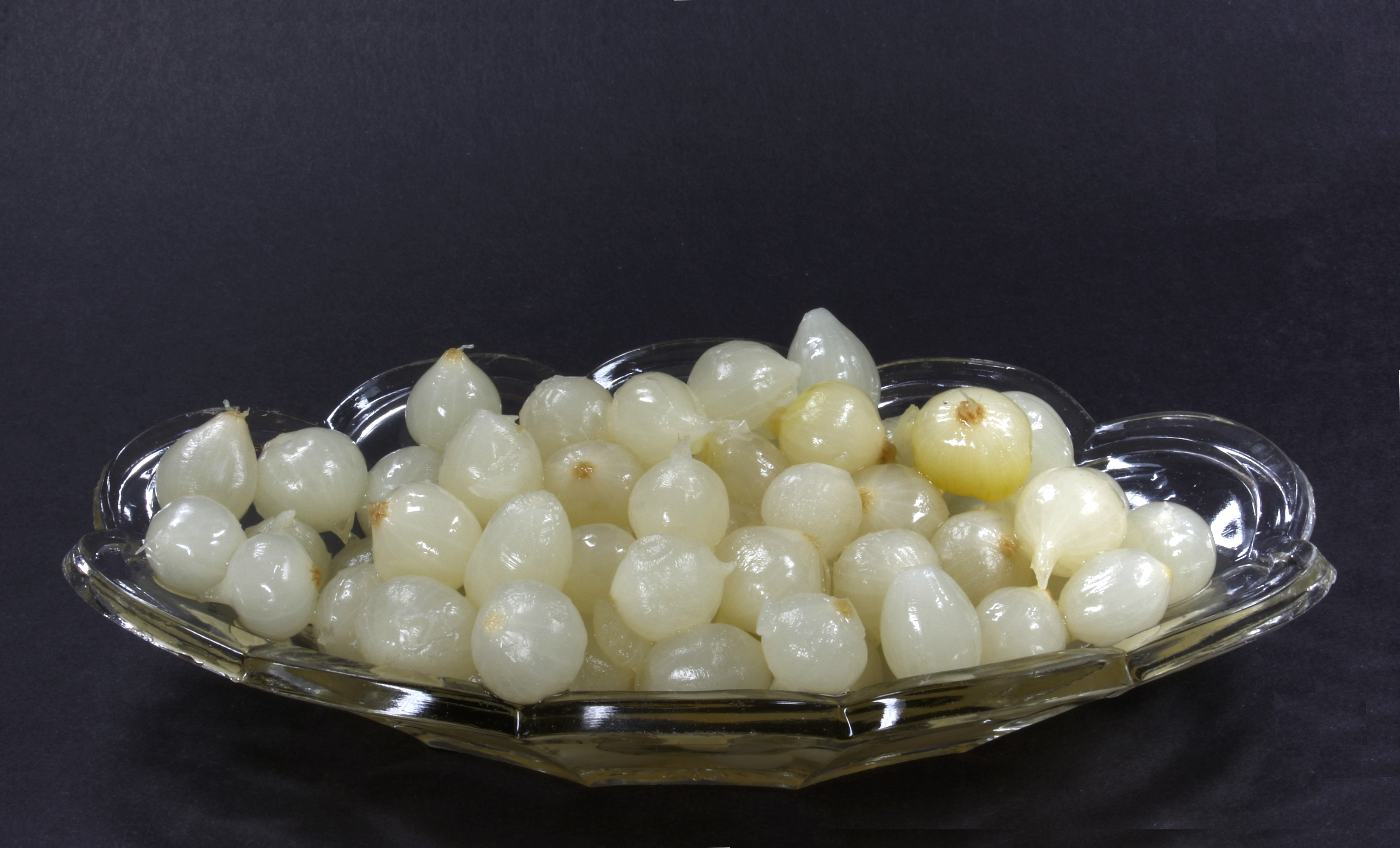
Zilveruitjes

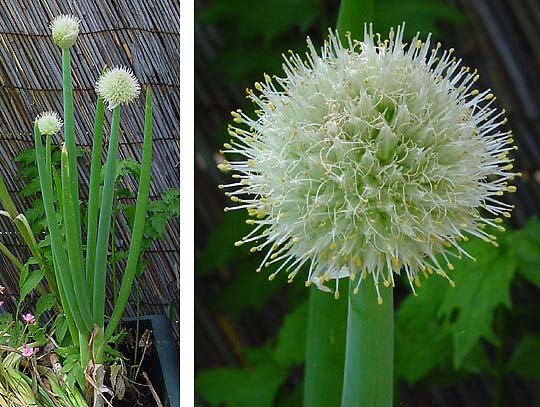
Allium cepa

Zilveruitjes zijn in azijn ingelegde kleine uien.
Zilveruitjes worden niet groter dan één tot 1,5 centimeter. Ze danken hun aanduiding zilver aan hun – vanwege de azijn – glimmende witte schil. Ze worden letterlijk omschreven als een inmaakuitje met zilverachtig vlies. Ze werden ook wel meloesuien of zilvervliesuien genoemd. Andere uien zijn veelal geel of rood. Zilveruien worden vooral in het zuur of zoetzuur ingemaakt. Ook worden ze gebruikt als garnituur. Zilveruien zijn geschikt om mee te koken in soepen of stoofschotels. Ze zijn vers niet vaak verkrijgbaar. Ondanks de afwijkende maat en kleur zijn zilveruien 'gewone' uien.
De gewone Allium cepa wordt gezaaid van maart tot mei en geoogst in juli en augustus. Door veel zaadjes per oppervlakte-eenheid te zaaien zitten de uitjes elkaar in de weg bij het groeien en worden ze niet groter dan de afmeting die voor zilveruitjes is gewenst. De uitjes moeten voldoende diep (zo'n 5 centimeter) worden gezaaid, om te voorkomen dat de uitjes groen worden. Ze zijn rijp als het loof begint af te sterven, waarna de uitjes worden gerooid.